# Böses Weibl
Böses Weibl är ett berg i Österrike. Det ligger i förbundslandet Kärnten, i den centrala delen av landet. Toppen på Böses Weibl är 3 119 meter över havet, eller 183 meter över den omgivande terrängen.
Den högsta punkten i närheten är Roter Knopf, 3 281 meter över havet, 1,5 km sydost om Böses Weibl.
Trakten runt Böses Weibl består i huvudsak av kala bergstoppar och alpin tundra.